# ISIL의 튀니지 반란
이라크 레반트 이슬람국 튀니지 반란은 2015년부터 2022년까지 튀니지에서 이라크 레반트 이슬람국 지부의 저강도 군사 및 테러 활동을 의미한다. 튀니지에서의 이슬람국(IS) 활동은 2015년 6월 2015년 수스 테러로 시작되었는데, 2015년 3월 바르도 국립박물관 총기 난사 사건은 IS가 자신들의 소행이라고 주장했음에도 불구하고 튀니지 정부는 오크바 이븐 나파 여단을 비난했다. 2016년 3월 벤가르덴 인근에서 대규모 국경 충돌이 있은 후, IS 그룹의 활동은 무장 반란으로 묘사되었으며, 이전의 산발적인 자살 공격 전술에서 영토 통제를 시도하는 전략으로 바뀌었다. 이 무장 반란은 2022년에 진압되었다.

## 배경

### 이슬람주의자들의 부상
2002년 2월 알제리 내전을 종식시킨 알카에다 지지 단체인 알제리 무장 이슬람 그룹(GIA)의 지도자 안타르 주아브리의 사망 이후, GIA와 설교 및 전투를 위한 살라피스트 그룹(GSPC)과 같은 이슬람주의 단체들은 알제리에서 자신들의 반란을 계속했다. 한편, 2002년 4월 11일에는 알제리의 이웃 나라인 튀니지의 제르바섬에서 알카에다 소행으로 추정되는 그리바 시나고그 폭탄 테러가 발생했다. 이 테러로 21명이 사망하고 수십 명이 부상했다. 독일 시민권을 가진 폴란드인으로 추정되는 크리스티안 간차르스키는 알카에다 및 공격자와의 연관성으로 체포되어 수감되었다. 2006년 12월, 두 명이 이슬람주의자들에게 살해되었고 두 명이 체포되었다. 2007년 1월 3일, 튀니지의 솔리만에서 튀니지 경찰과 이슬람 무장 단체로 추정되는 세력 간에 충돌이 발생했다. 보안군 두 명을 포함해 14명이 사망하고 15명이 체포되었다.
2012년 말, 튀니지군은 알제리-튀니지 국경 산악 지역에서 활동하는 이슬람 반군에 대해 몇 차례 작전을 개시했다. 2014년 7월 16일, 군대에 대한 치명적인 공격으로 15명의 병사와 한 명의 공격자가 사망했다. 알제리-튀니지 국경에서 18명이 부상했다.

### 바르도 박물관 사건
2015년 3월 18일, 3명의 무장 괴한이 튀니지 수도 튀니스의 바르도 국립박물관을 공격하여 인질을 잡았다. 대부분 유럽 관광객인 21명이 현장에서 사망했으며, 10일 후 추가 희생자 1명이 사망했다. 약 50명가량이 부상했다. 총격범 2명인 튀니지 시민 야신 라비디와 사베르 카차누이는 경찰에 의해 사살되었고, 3번째 공격자는 도주했다. 경찰은 이 사건을 테러 공격으로 간주했다. 이라크 레반트 이슬람국(IS)은 이 공격이 자신들의 소행임을 주장하며 추가 공격을 감행하겠다고 위협했다. 그러나 튀니지 정부는 이 공격의 배후로 알카에다 이슬람 마그레브 지부(AQIM)의 현지 분파인 오크바 이븐 나파 여단을 지목했다. 3월 28일, 이 여단 소속 9명이 경찰 습격으로 사살되었다.

## 역사

### 2015년
2015년 6월 26일, 튀니지 수스시 북쪽으로 약 10km 떨어진 포트 엘 칸타위 관광 리조트에서 이슬람주의자들의 총기 난사 공격이 발생했다. 무장 괴한이 호텔을 공격하면서 영국인 30명을 포함해 총 38명이 사망했다. 이 사건은 3개월 전 바르도 국립박물관 총기 난사 사건에서 22명이 사망한 것보다 더 많은 사망자를 내면서 현대 튀니지 역사에서 가장 치명적인 비국가 공격으로 기록되었다.
11월 24일, 튀니지 대통령 경호원을 태운 버스가 튀니지 튀니스의 주요 도로에서 폭발하여 12명이 사망했다. IS는 이 공격이 자신들의 소행임을 주장했다. 공격 중 사망한 폭탄 테러범은 후셈 압델리로 확인되었다.

### 2016년
2016년 3월 7일부터 9일까지, 리비아 국경 인근의 튀니지 벤가르덴시에서 3월 7일 무장 공격이 발생했다. 충돌은 3월 8일과 9일에도 해당 지역에서 계속되었다. 최종 사망자는 무장대원 45명, 보안군 13명, 민간인 7명이었다. 3월 19일, 벤가르덴 공격 현장 근처 리비아 국경에서 무장대원 2명이 사살되었고, 민간인 3명과 튀니지 보안군 소속 1명이 부상했다. 3월 30일에는 카세린주에서 IS 관련 인물들의 매복 공격으로 튀니지 군인 4명이 사망한 것으로 보고되었다. 5월 11일에는 IS의 공격으로 경찰관 4명이 사망했고, 자살 폭탄 테러범도 사망했다. 이는 튀니스 인근에서 테러범으로 의심되는 2명이 사망한 사건에 이은 것이었다. 10월 26일, 미국인 2명이 테러 조직과의 연루 혐의로 젠두바(튀니지 북서부) 당국에 구금되었다. 11월 5일, 무장대원들이 중부 지역에 있는 군인의 자택에서 그를 살해했다. 하루 뒤, IS는 이 살해 사건이 자신들의 소행임을 주장했다. 11월 9일, 튀니지 육군은 IS 무장대원과 연계된 무장단체의 지도자를 추적하여 사살했는데, 이는 무장단체가 튀니지 중부 지역의 한 군인 자택에서 그를 살해한 지 4일 만이었다.

### 2017년
2017년 3월 12일, 튀니지 남부 검문소에서 총격전이 벌어져 경찰관 1명과 무장대원 2명이 사망하고 다른 경찰관 3명이 부상했다. 6월 2일~3일, 국군은 토요일 오후 므길라 산에서 목동 켈리파 솔타니의 시신을 발견했다. 그는 금요일에 테러범들에게 납치되었고, 아직 발견되지 않은 다른 목동 한 명과 함께 있었다. 6월 8일, 시디부지드주의 제벨 므길라에서 수색 작전 중 지뢰가 폭발하여 군인 1명이 사망하고 다른 1명이 부상했다. 6월 16일, 카세린주의 몽 살룸 근처에서 급조폭발물이 폭발하여 여성 1명이 부상했다. 8월 22일, 카세린주 고원 지역에서 순찰 중이던 군인 2명이 급조폭발물 폭발로 부상했다. 11월 1일, 튀니지 의회 근처에서 이슬람주의자로 의심되는 남성이 경찰관 2명을 칼로 찔러 1명이 사망하고 다른 1명이 부상했다.

### 2018년
| 연도 | 사망자  | 부상자 |
| ---- | ------- | ------ |
| 2015 | 53–77   | 55–97  |
| 2016 | 70–90   | 21     |
| 2017 | 6       | 8      |
| 2018 | 0       | 0      |
| 2019 | 30+     | 4      |
| 2020 | 13+     | 0      |
| 합계 | 172–216 | 88–130 |

2018년 8월 1일, 총기로 무장한 사람들이 튀니지 카세린 시에 있는 은행을 공격했다. 11명의 테러범들이 작전에 가담했다. 그 중 4명은 은행에 들어가 돈을 강탈했고, 나머지 7명은 차량을 훔쳐 시민을 인질로 잡았다. 이 사건으로 다친 사람은 없었다.

### 2019년
2019년 6월 27일, 튀니지의 수도 튀니스에서 두 건의 자살 폭탄 테러가 발생했다. 목요일 첫 번째 폭발은 튀니스 중심가 샤를 드골 거리에서 경찰 순찰대를 겨냥한 자살 폭탄 테러였다. 내무부에 따르면 경찰관 1명이 사망하고 1명이 부상했으며 민간인 3명도 부상했다.
2주 후, 7월 16일 IS 지지자들이 온라인에 공유한 영상에는 튀니지 중부 카이르완에 있는 것으로 추정되는 무장괴한들이 아부 바크르 알바그다디에게 충성을 맹세하고 국민들에게 국내 테러 공격을 감행할 것을 촉구하는 내용이 담겨 있었다.
9월 2일 2019년 튀니지 대통령 선거 유세 첫날, 하이드라 마을 근처 케프 산맥에서 벌어진 총격전으로 무장단체 고위급 3명과 지역 국가방위대 센터장이 사망했다.

### 2020년
9월 6일, 튀니지 수스에서 튀니지 국가 방위대 장교 1명이 3명의 무장대원에게 칼에 찔려 사망하고 다른 장교 1명이 부상당했으며, 이들은 이후 보안군과의 총격전에서 각자 치명적인 총상을 입고 사망했다.

### 2021년
3월 11일, 국방부는 살룸 고원 지역의 폐쇄된 군사 지역 내에서 급조폭발물이 폭발하여 어린이 2명이 사망하고 어머니가 부상당했다고 보고했다.
11월 26일, 경찰은 칼과 식칼로 내무부 본부를 공격한 극단주의자에게 총격을 가해 부상을 입혔다.

## 튀니지에 대한 외국의 지원
2016년 2월, 영국 국방장관 마이클 팰런은 제4보병여단 소속 약 20명의 병력으로 구성된 단기 훈련팀이 튀니지에 파견되어 리비아로부터의 불법 국경 통과를 막기 위한 튀니지군 훈련을 지원했다고 발표했다. 이 훈련은 교실 수업과 실습을 모두 포함했으며, 제1튀니지 여단의 국경 보안 능력을 향상시키는 데 기여했다. 이 파견은 팰런이 "작년 말 제1튀니지 여단 사령부와의 이전 국경 보안 훈련"이라고 언급한 것에 이어진 것이었다.
2016년 6월, 팰런 국방장관은 튀니지 보안군이 국제적 수준의 역량을 갖추고 훈련 자급자족을 달성할 수 있도록 영국 군대의 급조폭발물(IED) 대응 훈련 지원을 1년 더 연장할 것이라고 발표했다. 이 나라에 파견된 영국 팀은 IED 대응 및 훈련 전문가들로 구성된 다국적 팀의 일원으로 2015년 3월부터 파견되어 왔으며, 이 나라의 폭발물 처리 학교에서 훈련 구조와 명확성을 부여하는 데 "결정적인 역할"을 하여 14가지 과정을 제공하는 전문 센터로 전환하는 데 기여했다. 별도로, 같은 해 여름에는 영국이 튀니지 국가 방위대 특수부대에 3개월간의 전문 훈련 과정을 제공하여 국내외 위협에 대처할 수 있도록 지원할 것이라고 발표되었다. 이 결정은 국가 방위대의 요청에 따른 것으로, 의료 훈련, 소형 보트 운용 및 보안 작전 훈련에 중점을 두어 국가 방위대 내에서 추가 훈련을 전파할 강사단을 양성할 것이다.
2016년 10월, 팰런 국방장관은 제4보병여단 소속 약 40명의 병력으로 구성된 단기 훈련팀이 튀니지에 파견되어 튀니지 병력 200명에게 작전 계획, 정보 및 감시, 이동 순찰에 대한 이론 및 실습 훈련을 제공할 것이라고 발표했으며, 이는 튀니지가 특히 리비아로부터의 불법 국경 통과를 막는 데 도움이 될 것이라고 덧붙였다.

## 같이 보기
- 이집트 반란
- 샴비 작전
- 모잠비크 이슬람주의자 반란
- 예멘 알카에다 반란
- 북캅카스 반란